# Ramal
Ramal är en ort i Azerbajdzjan.   Den ligger i distriktet Ujar Rayonu, i den centrala delen av landet, 200 km väster om huvudstaden Baku. Ramal ligger 14 meter över havet och antalet invånare är 778.
Terrängen runt Ramal är mycket platt, och sluttar söderut. Närmaste större samhälle är Ağdaş, 16,1 km norr om Ramal.
Trakten runt Ramal består till största delen av jordbruksmark. Runt Ramal är det ganska tätbefolkat, med 80 invånare per kvadratkilometer.